# Peter Haimerl

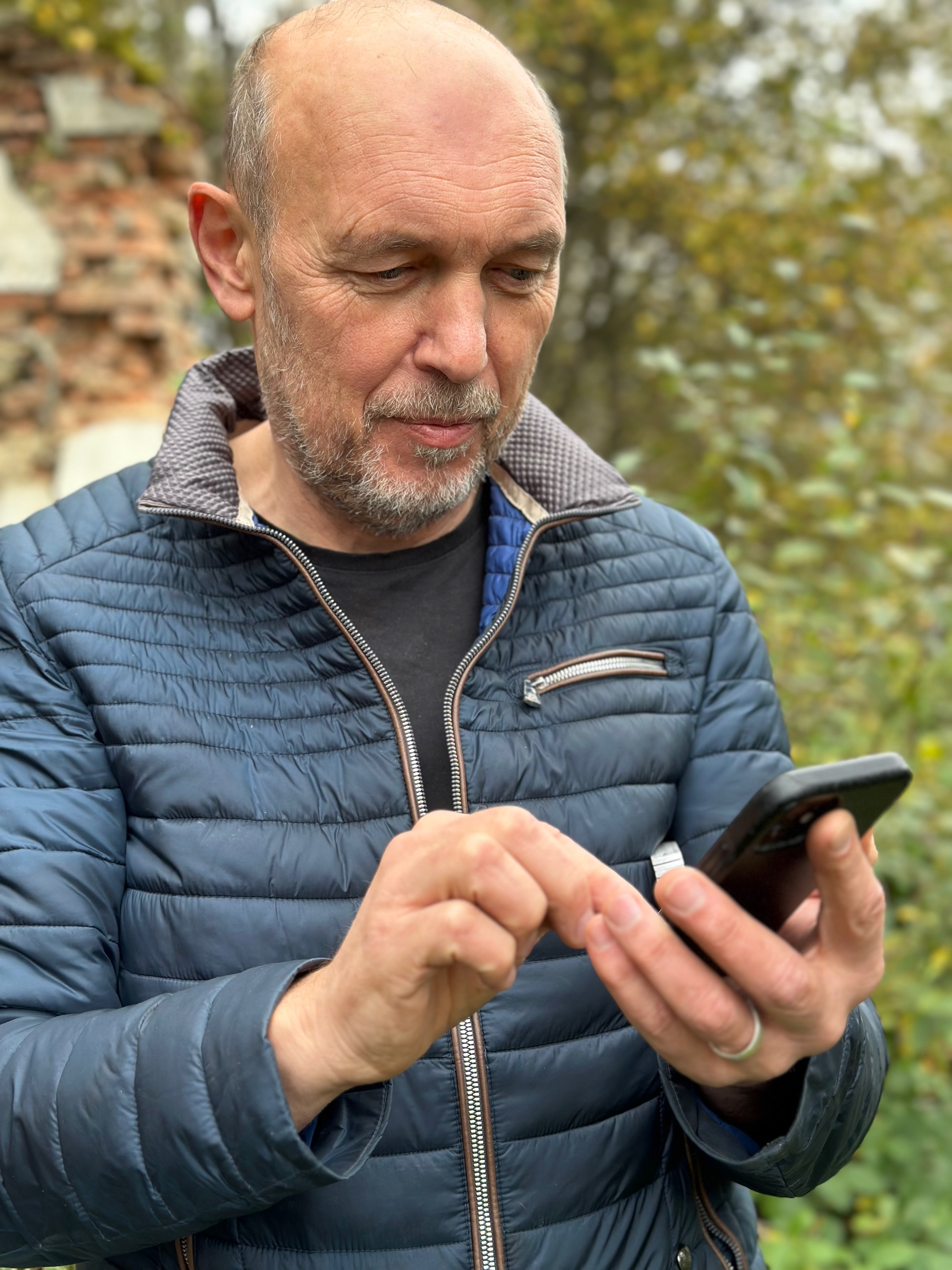
Peter Haimerl 2024

Peter Haimerl (* 3. Juni 1961 in Eben bei Viechtach) ist ein deutscher Architekt.

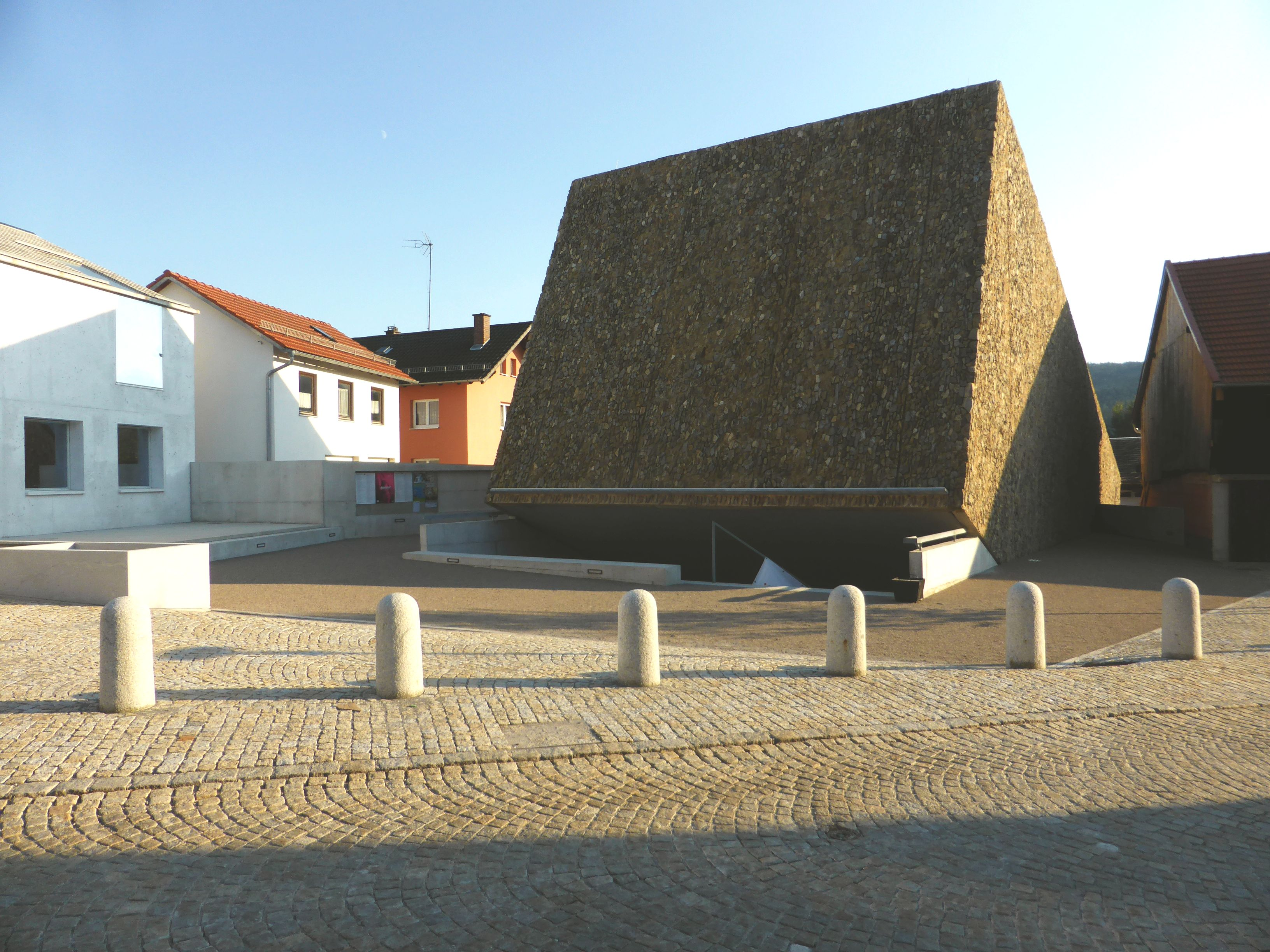
Konzerthaus Blaibach (Foto: 2016)

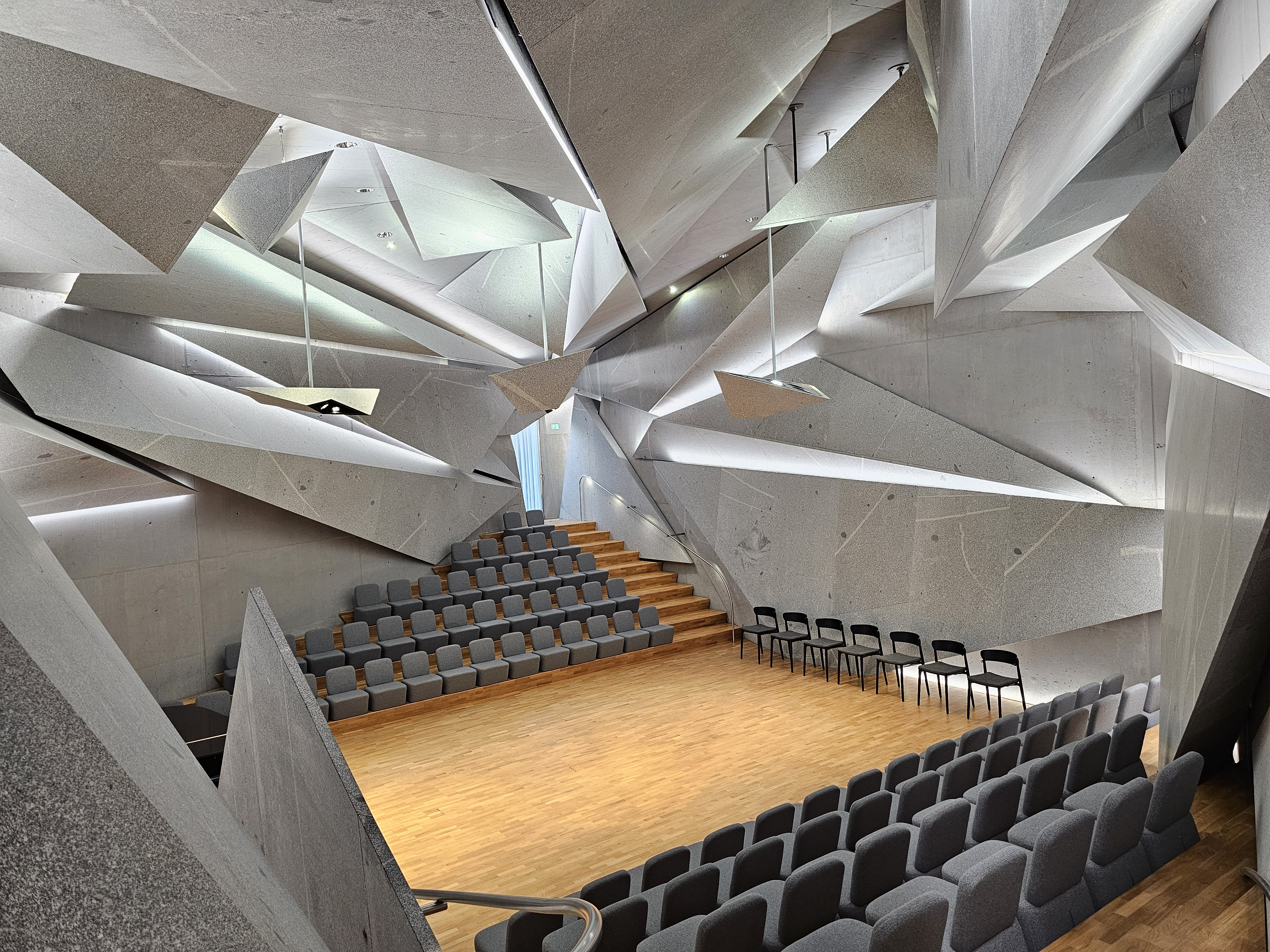
Konzertsaal der Internationalen Musikbegegnungsstätte Haus Marteau in Lichtenberg (Foto: 2024)

## Werdegang
Peter Haimerl schloss sein Fachabitur 1980 in Deggendorf ab und studierte bis 1987 Architektur an der FH München. Er arbeitete bei Günther Domenig, Raimund Abraham und bei Klaus Kada. Von 1988 gründete er das städtebauliche Forschungsprojekt Die offene Stadt in Büropartnerschaft mit Paul Schlossbauer und Armin Lixl. Dieses Projekt wurde im Jahr 2000 unter dem Label Zoomtown bis 2014 weitergeführt. 1991 gründete er ein eigenes Büro in München und begann 2010 mit dem Haus.PatenBayerwald Projekt – Bauen im Bestand – mit Unterstützung des Bayerischen Landesamt für Denkmalpflege. Peter Haimerl war von 2015 bis 2018 Stadtplaner in seinem Heimatort Viechtach. 2018 wurde Haimerl als neues Mitglied in die Sektion Baukunst der Berliner Akademie der Künste gewählt. und seit 2022 ist er Mitglied der Bayerischen Akademie der Schönen Künste. Haimerl lehrte an der Hochschule München, Hochschule für Bildende Künste Braunschweig, von 2015 bis 2016 hatte er eine Gastprofessur für Städtebau an der Universität Kassel und von 2019 bis 2023 war er Professor an der Universität für künstlerische Gestaltung Linz.

## Bauten

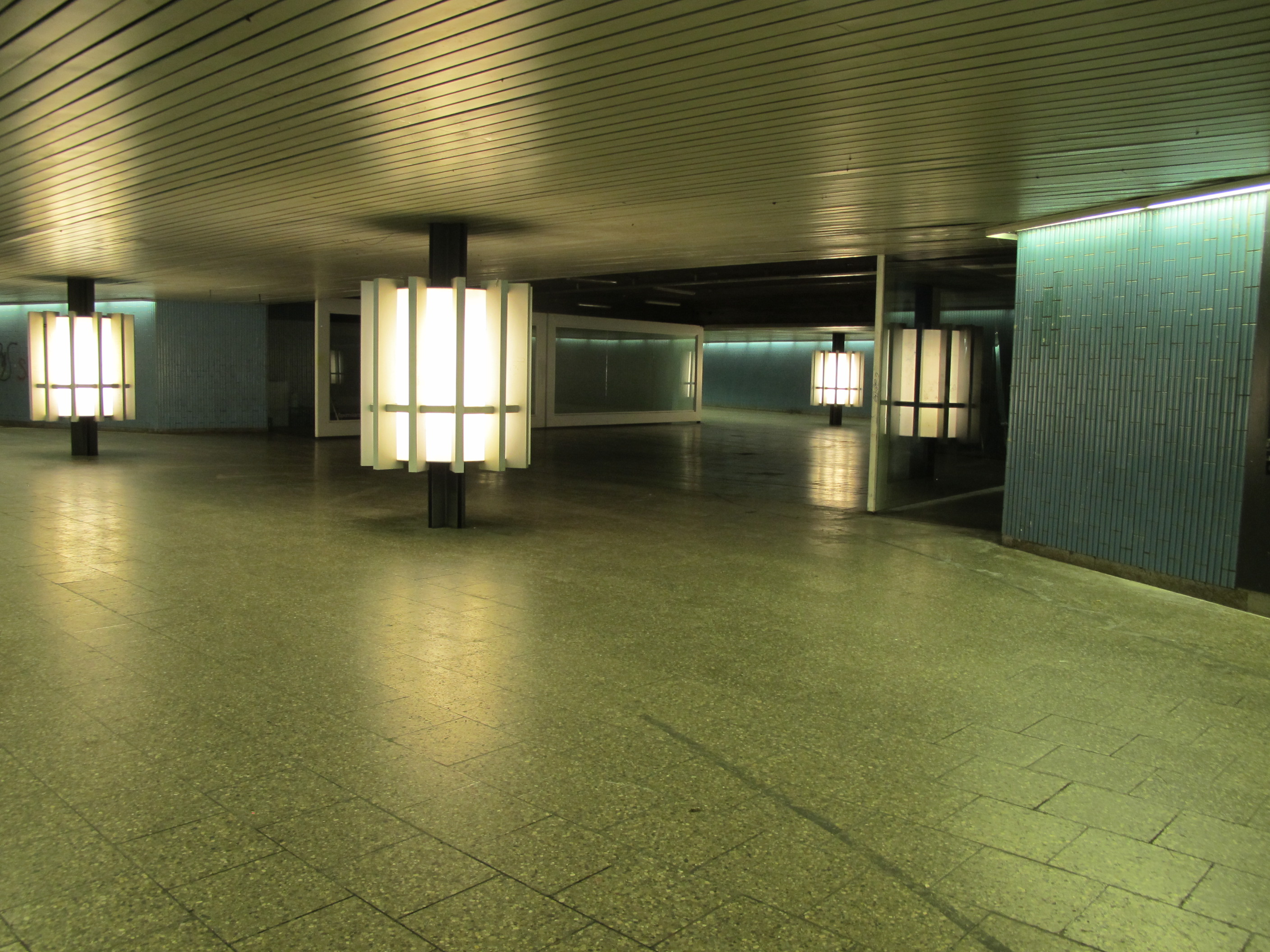
Maximiliansforum, München (Foto: 2014)

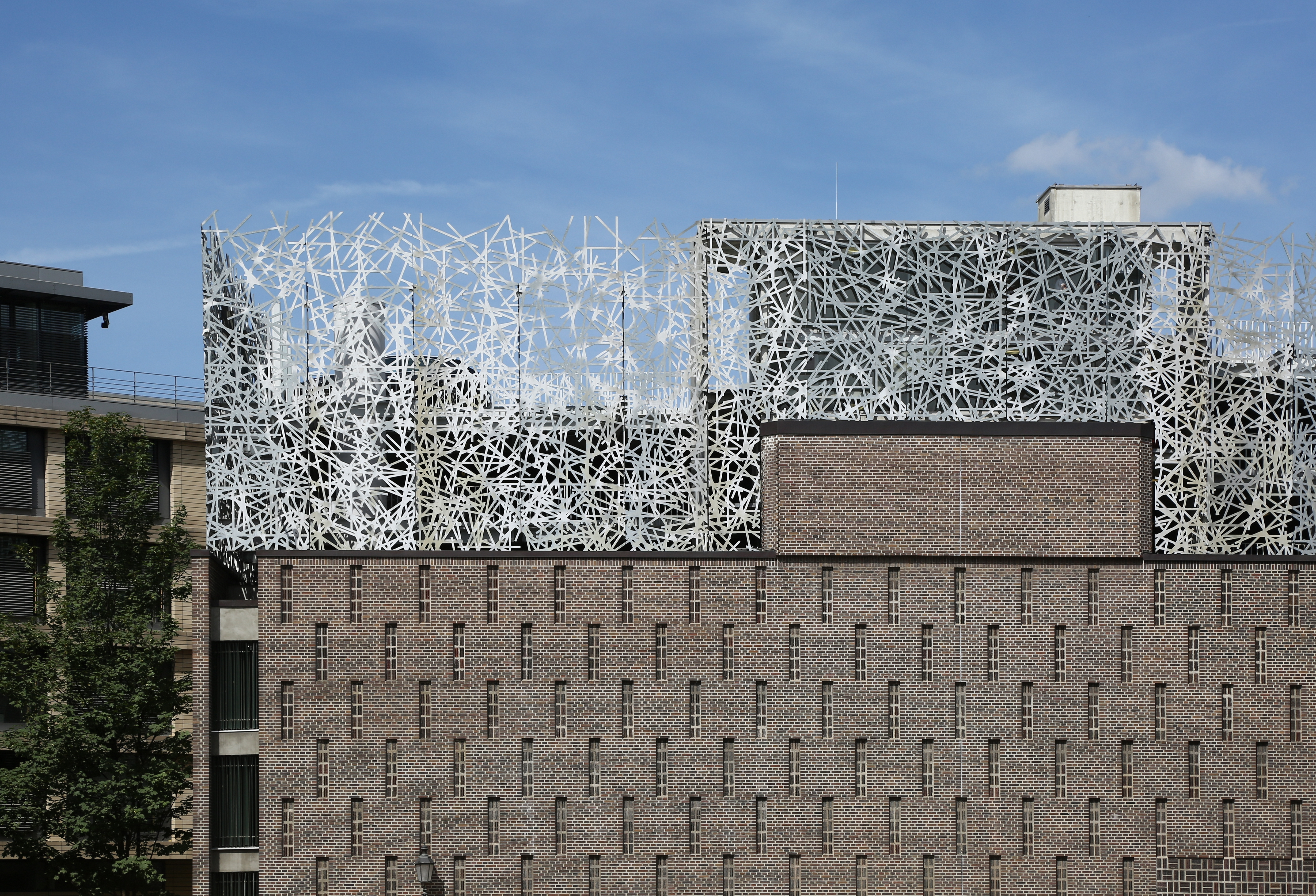
Aufstockung Salvatorgarage, München (Foto: 2014)

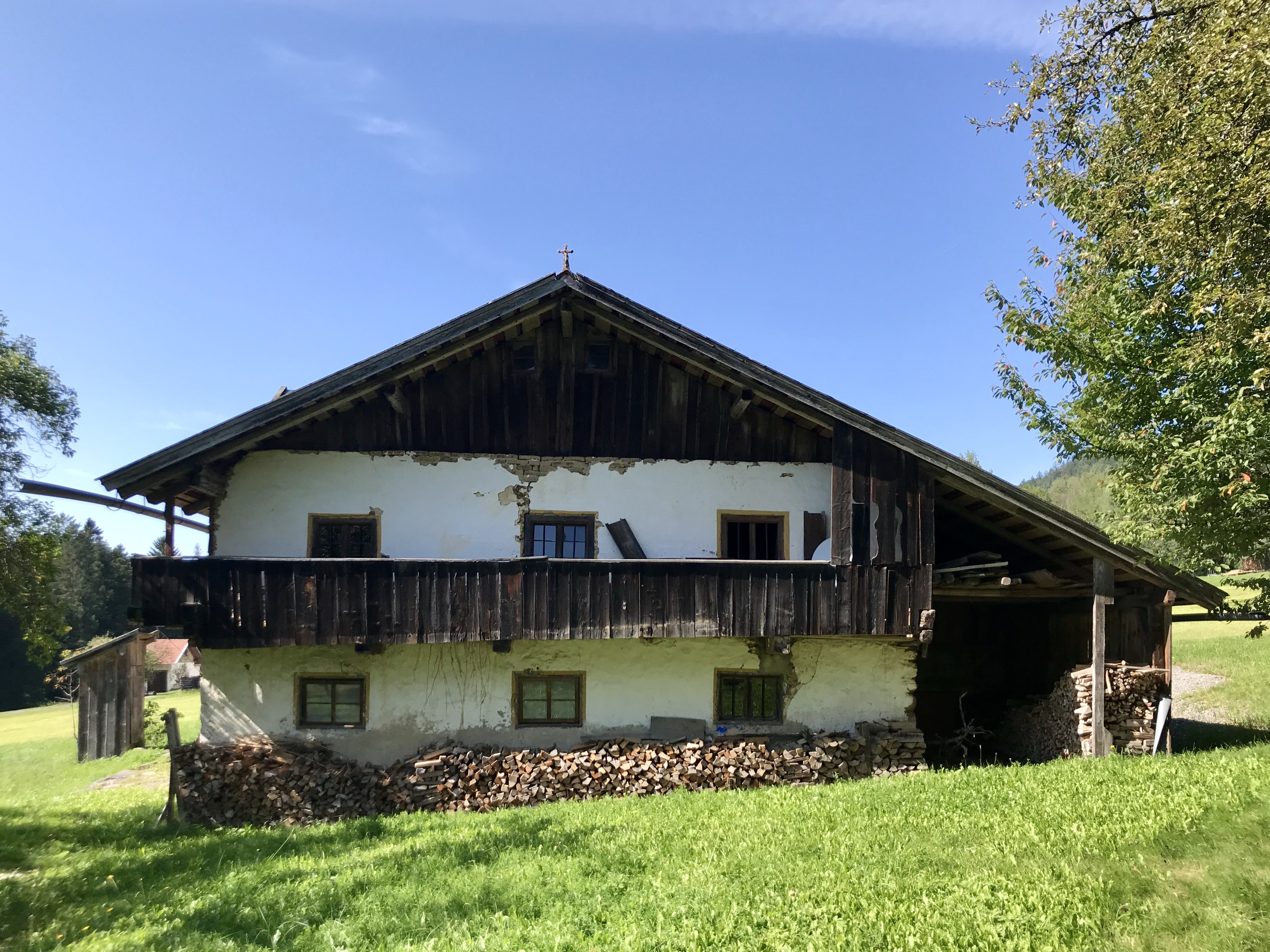
Birg mich, Cilli!, Eben (Foto: 2021)

- 1993: Mimesis-Atelier, Ottobrunn – Vodice
- 1997: H-Haus, Viechtach, Verwaltungsgebäude eines Bauunternehmens[7]
- 1997–1998: Erweiterung Armin-Wolf-Arena, Regensburg[8]
- 2000: Maximiliansforum, München
- 2003–2004: Castle of air im Theodore M. Berry International Friendship Park, Cincinnati[9]
- 2005–2006: Aufstockung Salvatorgarage, München (von Franz Hart)
- 2005–2006: Das Schwarze Haus, Krailling
- 2008: Birg mich, Cilli! Umbau eines Bauernhauses, Bernried
- 2012: Penzkoferhaus, Viechtach
- 2014: Konzerthaus Blaibach, Blaibach
- 2009–2017: Umbau Waidlerhaus am Schedlberg, Arnbruck
- 2014–2017: Umbau Waidlerhaus, Blaibach für Thomas E. Bauer
- 2015: Umbau Schusterbauernhaus, München-Alt-Riem
- 2020–2021: Erweiterung Internationale Musikbegegnungsstätte Haus Marteau,[10][11] Lichtenberg
- 2021: Haus Kusser, Obersteinhausen bei Auerbach
- 2022: Archiv der Zukunft, Lichtenfels
- 2023: Derzbachhof, München-Forstenried
- 2024: Wabenhaus, München-Messestadt Riem[12]
- 2024: Domcenter, Linz[13]

## Auszeichnungen und Preise (Auswahl)
- 1994: Förderpreis für Architektur der Landeshauptstadt München
- 1995: Förderungspreis des Kunstpreises Berlin
- 2006: Renault Traffic Design Award für die Aufstockung der Salvatorgarage, München
- 2007: Besondere Anerkennung – Verzinkerpreis für die Aufstockung der Salvatorgarage, München
- 2008: Preis für Stadtbildpflege der Stadt München für die Aufstockung der Salvatorgarage, München
- 2008: Architekturpreis Beton für „Birg mich, Cilli!“ Umbau eines Bauernhauses, Bernried[14]
- 2008: Best Architects 09 Gold für „Birg mich, Cilli!“ Umbau eines Bauernhauses, Bernried
- 2009: Red Dot Design Award product design
- 2010: BDA-Preis Bayern für „Birg mich, Cilli!“ Umbau eines Bauernhauses, Bernried
- 2011: Anerkennung – Deutscher Architekturpreis für „Birg mich, Cilli!“ Umbau eines Bauernhauses, Bernried[15]
- 2011: Anerkennung – Ernst-A.-Plischke Preis für „Birg mich, Cilli!“ Umbau eines Bauernhauses, Bernried[16]
- 2015: Nominierung – Mies van der Rohe Award für Konzerthaus, Blaibach[17]
- 2015: Materialpreis in der Kategorie Beton für Konzerthaus, Blaibach
- 2015: Bayerischer Kulturpreis
- 2015: Auszeichnung – Deutscher Architekturpreis für Konzerthaus, Blaibach[18]
- 2015: Architekturpreis Beton für Konzerthaus, Blaibach
- 2016: BDA-Preis Bayern für Konzerthaus, Blaibach
- 2016: „Große Nike“
- 2016: „Nike für soziales Engagement“ für Konzerthaus, Blaibach
- 2017: Architekturpreis Beton[19]
- 2018: Kulturpreis Bayern[20]
- 2018: Bayerischer Architekturpreis
- 2018: Bayerischer Staatspreis für Architektur[21]
- 2022: Deutscher Naturstein-Preis für Waidlerhaus smart . Das Kusser Haus[22]
- 2023: Fassadenpreis der Landeshauptstadt München[23]
- 2023: Denkmalpreis Derzbachhof[24]
- 2024: Großer DAI Preis für Baukultur[25]
- 2025: DAM Preis (Finalist)[26].
- 2025 German Design Award, Kategorie: Excellent Architecture für den Derzbachhof![27]

## Ausstellung
- 2024: Objektiv. Wabe. Andreas Hild / Peter Haimerl, Architekturausstellung, Bayerische Akademie der Schönen Künste[28]

## Filmdokumentationen über Peter Haimerl (Auswahl)
- 2012: WZGÜSK Zusammenleben – Infrastruktur. Friedrich von Borries im Gespräch mit Peter Haimerl auf YouTube, abgerufen am 30. November 2022
- 2014: Das Wunder von Blaibach. BR, Mediathek
- 2016: Gebäude Miete, Rettung für Viechtachs Stadtkern. Sendung des BR auf YouTube, abrufbar auf YouTube, abgerufen am 30. November 2022
- 2018: Peter Haimerl und Viechtach: „Graffel“ oder Schatz? Beitrag des BR, abrufbar auf YouTube, abgerufen am 30. November 2022
- 2019: Ein Haus im Haus, Film von Eva Maria Wollschläger, Traumhäuser, vom 18. Oktober 2019
- 2020: Beton. Für große Ideen. Das Konzerthaus Blaibach. abrufbar auf YouTube, abgerufen am 30. November 2022
- 2020: Konzertsaal Haus Marteau. BR Mediathek
- 2021: Traumhäuser - Ein Haus aus Granit. BR Mediathek
- 2024: Baumeister Haimerl, Film von Henning Biedermann, ttt vom 21. Januar 2024, 5′39″
- 2024: Das Münchner Wabenhaus. Film von Sandra Wiest, Schwaben & Altbayern vom 25. Februar 2024, 8′25″

## Publikationen (Auswahl)
- mit  E.Beierle, J.Görlich, S.Hofmeister u. M. Holfelder: Schedlberg. Edition Detail, München 2019, ISBN 978-3-95553-472-1.
- mit J.Görlich, S.Hofmeister u. M. Holfelder: Blaibach. Edition Detail, München 2019, ISBN 978-3-95553-474-5.